# Guillemette du Luys
Guillemette du Luys (fl. 1479) fue una cirujana francesa al servicio del rey Luis XI de Francia. Fue una de las dos mujeres que sirvieron como médicas reales en su tierra.

## Biografía
Está documentado que era la cirujana al servicio del rey en 1479. Aparece descrita como a cargo de los «potajes inferiores» (estuver... par dessoubs) y probablemente fuera una flebotomista. El rey la había contratado para «echarle vapor [...] en sus partes de abajo». Su posición era inusual para su sexo. Si bien hubo varias médicas en París en el siglo XIII, en el siguiente siglo una serie de leyes limitaron y restringieron la existencia de mujeres que ejercieran la medicina en Inglaterra, Francia y España. Guillemette fue la primera cirujana conocida en París después de Peretta Peronne, juzgada por prácticas ilegales en los años 1400. Además, fue la única médica contemporánea en Francia, excepto por Martinette, a quien se le permitía asistir a los pobres de Dijon.